# Accent (曲)
『Accent』（アクセント）は、2022年12月14日にEVIL LINE RECORDSより発売されたB.O.L.Tの4枚目のシングルである。
2023年4月15日に解散したB.O.L.Tの最後のシングルとなる。

## 概要
2022年12月14日にEVIL LINE RECORDSよりリリースされた4thシングルとなる。
2022年11月25日に表題曲「Accent」単曲のみの配信限定シングル『Accent』の先行配信が開始された。先行配信された配信限定シングル『Accent』のジャケットはGiottographica（ジョットグラフィカ）により制作された。「それぞれのアクセントを」というメッセージを交通標識を模した唇のイラストに込め、そこに楽曲タイトルを付したデザインとなっている。
2022年12月14日にCDシングルとしては初回限定盤（KIZM-90749～50）と通常盤（KICM-2118）の2形態で発売された。表題曲「Accent」に加えて初回限定盤には「Make UP」、通常盤には「風を抱きしめて」が収録されている。またCDシングルにはそれぞれの収録曲の「off vocal ver.」も収録されている。
CDシングル発売と同日に配信限定シングル『Accent（Special Edition）』の配信も開始された。『Accent（Special Edition）』には「off vocal ver.」は含まれていないが表題曲「Accent」に加えて「風を抱きしめて」、「Make UP」の合計3曲が収録されている。
表題曲「Accent」のミュージックビデオは2022年11月28日に公開された。
本作は2022年12月26日付のオリコン週間シングルランキングにて12位を獲得した。
2023年4月15日に解散したB.O.L.Tにとって本作が最後の新作リリースとなった。

## 収録曲
（B.O.L.T：内藤るな、高井千帆、青山菜花、白浜あや）
| #  | タイトル           | 作詞                                  | 作曲                                  | 編曲                    |
| -- | ------------------ | ------------------------------------- | ------------------------------------- | ----------------------- |
| 1. | 「Accent」         | invisible manners（平山大介・福山整） | invisible manners（平山大介・福山整） | 長谷川大介（SUPA LOVE） |
| 2. | 「風を抱きしめて」 | Misaki                                | Misaki                                | SpecialThanks           |
| 3. | 「Make Up」        | haruka                                | Hold Out Hope                         | Hold Out Hope           |

初回限定盤には「Accent」、「Make UP」及びこれらの「off vocal ver.」の合計4曲、通常盤には「Accent」、「風を抱きしめて」及びこれらの「off vocal ver.」の合計4曲、配信限定シングル『Accent（Special Edition）』には上記3曲が収録されている。

### 楽曲解説
1. Accent　
シングル表題曲となる。2022年11月25日に配信限定シングル『Accent』として先行配信された[1]。
invisible manners（平山大介・福山 整）が初めてB.O.L.Tに楽曲提供を行った楽曲となる。編曲は元Aqua Timezの大介[注 2]こと長谷川大介が手掛けた。
ポップパンクサウンドな楽曲スタイルであり、楽曲タイトルに通ずる独特なアクセントやメロディが特徴となる楽曲である[6]。
白浜あやはインタビューにて「「Accent」には、決められた条件がある中でそれぞれどこにアクセントを置くかが大切だよ、何かをやろうと決断した瞬間が人生のアクセントになるんだよ、というメッセージが込められていると思います。」と述べている[7]。
本楽曲はミュージックビデオ（MV）が作成されている。MVは映像作家の余田慎太郎により制作された[4]。
本楽曲はtvk『関内デビル』2022年12月エンディングテーマ、テレビ北海道『スイッチン!』2023年1月エンディングテーマに使用された[8]。
2. 風を抱きしめて
本楽曲はカップリング曲としてCDシングル通常盤及び配信限定シングル『Accent（Special Edition）』に収録されている。
SpecialThanksのボーカル・ギター担当のMisakiによる楽曲提供であり、編曲はSpecialThanksが手掛けた。Misaki作詞・作曲、SpecialThanks編曲による楽曲提供は2ndシングル表題曲「スマイルフラワー」以来で2度目となる[9]。
青山菜花はインタビューにて「「スマイルフラワー」と同様に、「風を抱きしめて」にはどこか懐かしい雰囲気というか、聴いていて心地いい感覚があるんです。」と本楽曲の印象について答えている[9]。
3. Make UP
本楽曲はカップリング曲としてCDシングル初回限定盤及び配信限定シングル『Accent（Special Edition）』に収録されている。
Hold Out Hopeのボーカル担当Harukaことharukaの作詞、Hold Out Hopeの作曲・編曲による楽曲となる。haruka作詞、Hold Out Hope作曲・編曲による楽曲提供は3rdシングル『More Fantastic』に収録されたカップリング曲「Reborn」、ミニアルバム『Weather』に収録された楽曲「BY MY SIDE」に続き3度目となる[9]。
高井千帆は「「Make up」は冬に盛り上がれる曲だと思いますし、キュンキュンできる歌詞にも注目してほしいです。」、内藤るなは「今までのB.O.L.Tの曲は自分の内側をさらけ出すような内容が多いイメージでしたが、「Make up」は自分自身の気持ちに裏があることを匂わせているところが面白いと思います。」とそれぞれインタビューにて本楽曲の印象を述べている[9]。